# Almenno San Bartolomeo
Almenno San Bartolomeo [alˈmɛnːo sambaɾtoloˈmeo] (Almèn San Bartolomé [alˈmɛn sambaɾtoloˈme] o ’Lmèn San Bartolomé [ˈlmɛn sambaɾtoloˈme]o semplicemente San Bartolomé in dialetto bergamasco) è un comune italiano di 6 584 abitanti della provincia di Bergamo in Lombardia. Il comune si trova circa 12 km a nord-ovest del capoluogo orobico e fa parte della Comunità montana Valle Imagna. Dal 2016 è insignito della Bandiera arancione, prestigioso riconoscimento assegnato dal Touring Club Italiano ai comuni dal forte richiamo turistico e culturale.

## Geografia fisica
Il territorio comunale si pone come collegamento fra la campagna al confine sud e il territorio montano a nord. Ad est e ad ovest esso è delimitato rispettivamente dall'Agro del Romanico (nel quale sorge la celebre Rotonda di San Tomè) e dal Golf club Bergamo "l'Albenza", condiviso con i confinanti Barzana e Palazzago. A nord sorge la bastionata del monte Linzone (1392 m), uno dei primi rilievi ben visibili da gran parte dell'antistante pianura.
Almenno san Bartolomeo è compreso fra un'altitudine di 225 metri (nei pressi della frazione Campino) agli oltre 900 metri della contrada Pradone, occupando prevalentemente una zona collinare.
Sono presenti numerose aree verdi come il Roccolone, una parco collinare e boschivo che può essere visto come una sorta di "polmone verde" di Almenno. Esso si estende al centro del territorio comunale per quasi trenta ettari, è solcato da numerosi sentieri ciclopedonali e rappresenta un crocevia d'incontri per gli appassionati di mountain bike e trekking, specialmente nei mesi estivi. La vegetazione ricca di querce, betulle, castagni, rovi ed altre specie autoctone ospita scoiattoli, lepri e svariati volatili. Un'altra area verde di spicco è il Parco Oasi sul Brembo, vicino al quale sorge nel mese di luglio il Campo Scuola Giovani Alpini e che si collega mediante un sentiero al "Brembobeach", la spiaggia sul Brembo di Brembate di Sopra.
Nel comune scorrono diversi corsi d'acqua. Il principale è il Brembo lungo confine est, seguito da torrenti di portata minore come il Tornago, il Lesina e la Borgogna.
Almenno San Bartolomeo rappresenta un punto di partenza per le escursioni in montagna: dalla contrada Pradone infatti passa il molto frequentato sentiero CAI 571 o altrimenti "Periplo della Valle Imagna". Esso percorre per intero entrambi i lati della suddetta valle a una quota medio/alta lambendo nell'ordine alcuni luoghi d'interesse: il Monte Linzone, il Laghetto del Pertus, il Monte Tesoro, il rifugio Resegone, la Costa del Palio, i Tre Faggi, la Forcella di Berbenno, il Sentiero del Partigiano, per poi ricollegarsi alle contrade di Ubiale Clanezzo.

## Storia
Il comune di Lemine, sicuramente esistente nella metà del XII secolo, fu riconosciuto ufficialmente con una transazione del 3 marzo nel 1220 con la cessione dei diritti feudali al comune da parte del vescovo.
Nel corso del Trecento conobbe un periodo di decadenza fino a essere nella seconda metà del secolo diviso nei due comuni di Almenno Inferiore e Almenno Superiore. Tale separazione amministrativa fu il risultato di un lungo periodo di lotte tra le fazioni guelfa e ghibellina che a partire dalla fine del Duecento portarono la parte alta del territorio a schierarsi con la Valle Imagna e con Palazzago (guelfi) e la parte inferiore a schierarsi con la città di Bergamo (ghibellini). Il comune fu diviso con atto 26 gennaio 1393, e il confine fu sancito nel 1456.
Con il passaggio del territorio alla Repubblica di Venezia, Lemine inferiore venne distrutta per rappresaglia nel 1443, essendosi schierata contro Venezia durante gli scontri che si susseguirono dal 1428 al 1441. Lemine superiore al contrario venne premiata con numerosi privilegi tra i quali l'istituzione nel 1428 di un Vicariato che ebbe un assetto territoriale definitivo solo dopo il 1443, comprendente Lemine, Vall'Imagna e Palazzago, e che fu dotato di propri Statuti nel 1444.
Alla fine del 1500, il territorio di Almenno, comprendente Almenno S. Bartolomeo e Almenno S. Salvatore, è formato da diverse contrade e abitato da 2054 anime (Da Lezze). L'amministrazione era affidata ad un Consiglio generale, composto dai capi famiglia, che a sua volta eleggeva ogni anno un consiglio di 24 membri così composto: un sindaco e un consigliere per ogni contrada con il compito di portare le istanze di ciascuna squadra; due consoli per la riscossione delle tasse, il pagamento dei debiti e di denuncia dei reati al vicario o al magistrato di Bergamo, quattro sindaci per l'amministrazione dell'Ospedale di S. Cristoforo, due anziani con il compito di coadiuvare il Vicario e per il calmiere dei prezzi, due calcolatori per sovraintendere alle strade, quattro sindaci per l'amministrazione delle elemosine raccolte nella chiesa della Madonna del Castello.
La separazione nei due comuni di Almenno San Bartolomeo e San Salvatore sancita con atto divisionale 30 marzo 1601 avvenne in seguito all'istanza avanzata il 6 novembre 1598 davanti alle autorità civili di Bergamo dai sindaci delle contrade di Longa, Pussano e Albenza.
Con la distrettualizzazione del 1797 Almenno San Bartolomeo venne privato di una porzione di territorio compresa tra i torrenti Lesina e Borgogna per la formazione del comune di Barzana. Giovanni Maironi da Ponte nel suo ″Dizionario Odeporico o sia Storico-Politico-Naturale della Provincia Bergamasca″ lo descrive come "fertile in biade, in gelsi e produce molto vino e assai generoso" e ne elenca le contrade: Barlino, Longa, Canova, Agro, Pussano, Cerita, monte Combone, Ripa selvatica, Casagno, Capochelli, Sottolonga, Casecco, Corserola, Carighetti, Castello, Rescanzi, Campino e Bosco. Il territorio si estendeva oltre alla parrocchia di San Bartolomeo, anche a quella di Albenza, e a porzioni delle parrocchie di Roncola e di Palazzago.
Nel 1929 avvenne la cessione a Paladina della frazione Ghiaie

### Simboli
Lo stemma e il gonfalone sono stati concessi con decreto del presidente della Repubblica dell'11 settembre 1960.
Il gonfalone è un drappo partito di bianco e di azzurro.

### Riconoscimenti
Almenno San Bartolomeo ha ricevuto la Bandiera Arancione del Touring Club Italiano con la seguente motivazione:

## Monumenti e luoghi d'interesse

### Architetture religiose

#### Rotonda di San Tomè
Nel territorio di Almenno San Bartolomeo si trova la Rotonda di San Tomè, autentico gioiello architettonico romanico della Provincia di Bergamo, risalente agli inizi del XII secolo.

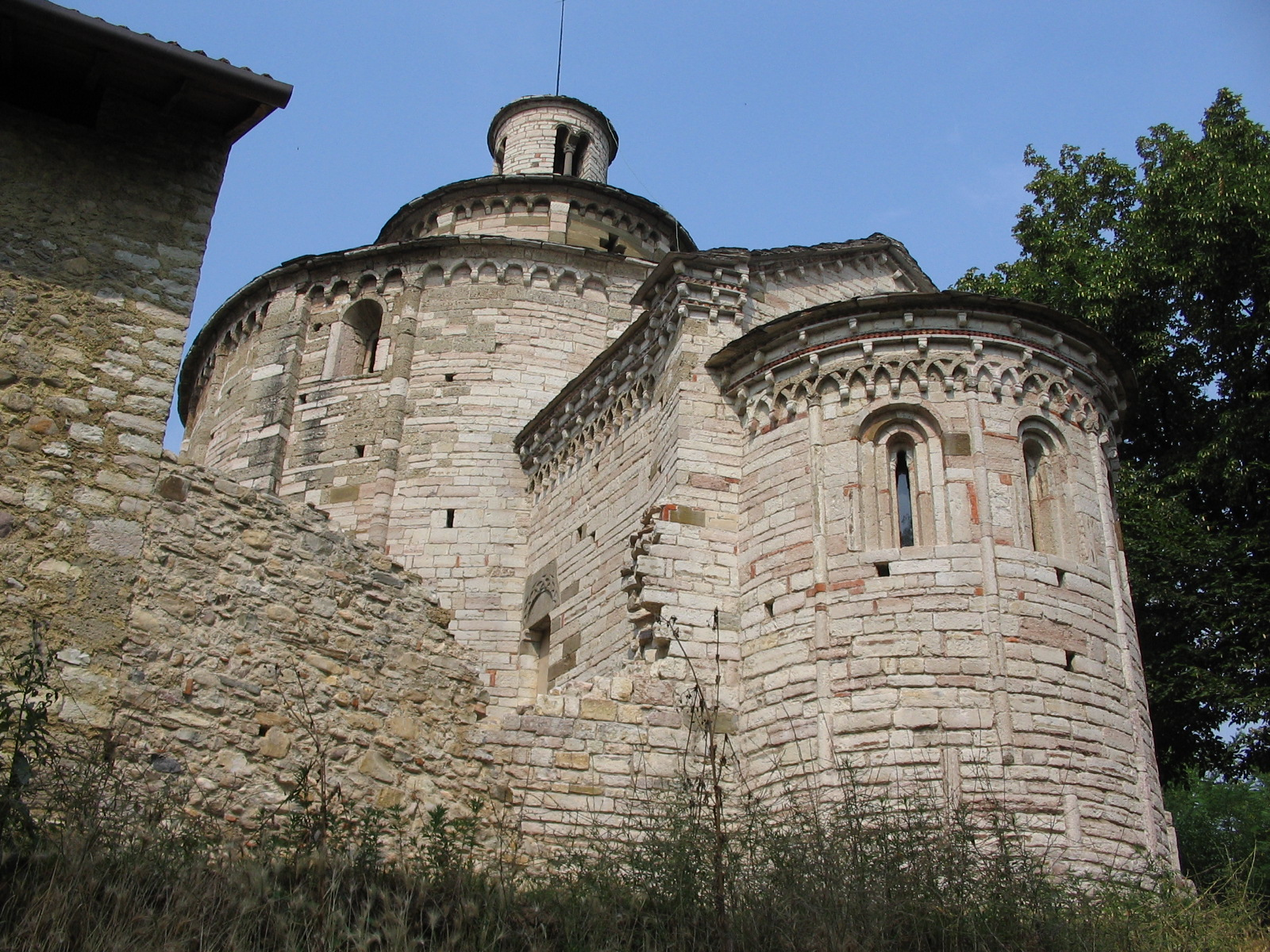
La Rotonda di San Tomè, abside

Si tratta di un edificio ecclesiale di grande fascino, dalla struttura cilindrica formata da tre corpi, proporzionalmente digradanti, sovrapposti lungo un asse concentrico. L'interno, circolare, è scandito da otto colonne a cui sono sovrapposte le altrettante del matroneo, in un effetto scenico di grande bellezza.
La struttura esterna si sviluppa secondo un gioco verticale di volumi che esalta la leggerezza dell'edificio a cui concorrono le nervature verticali e le semicolonne del primo corpo. Il gioco dei volumi e delle ombre conferiscono all'insieme un effetto di grande eleganza.

#### San Bartolomeo di Tremozia
La parrocchiale, San Bartolomeo di Tremozia, risale alla prima metà del XV secolo. Si tratta di un edificio gotico a tre navate, ricostruito interamente nel XVIII secolo, che ha conservato molte delle opere pittoriche del precedente. La chiesa ha assunto una particolare importanza storica per la nascita del comune di Almenno San Bartolomeo in quanto è stata, nel XVII secolo, il centro catalizzatore della comunità prima della separazione da Almenno San Salvatore. All'interno sono conservate opere di Bartolomeo Vivarini, il Madonna col Bambino con santa Caterina e altre pitture del Moroni.

#### Chiesa di Santa Caterina di Tremozia
La chiesa e l'ex convento di Santa Caterina di Tremozia si trovano in via Castello Rescanzi, distanti circa 100 metri dalla chiesa parrocchiale. L'edificio è inserito in un complesso di vari fabbricati. A testimonianza resta solo un ingresso anticipato da tre alzate e da due mensole che reggono l'architrave completo di parte lunettata.

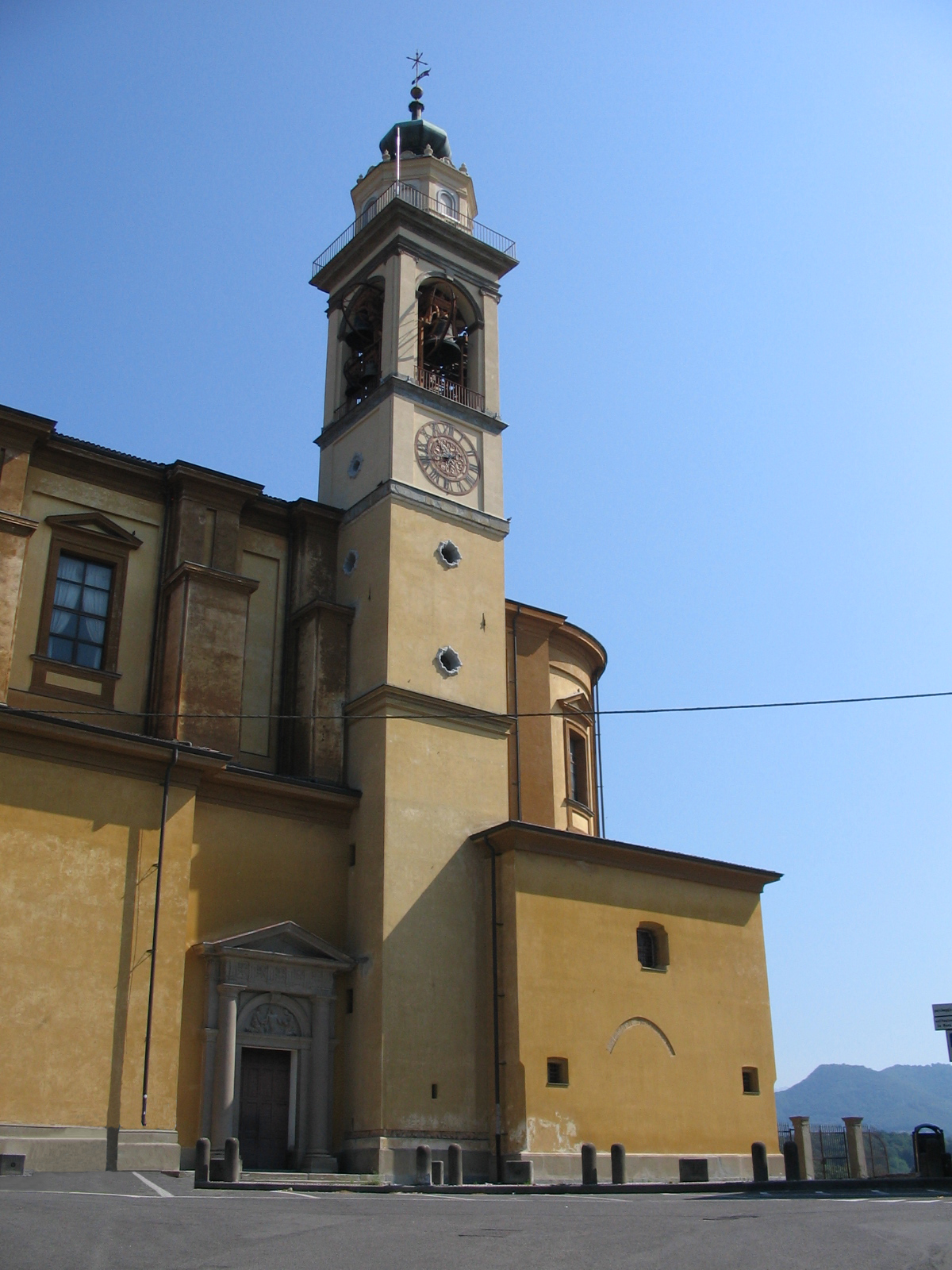
San Bartolomeo di Tremozia

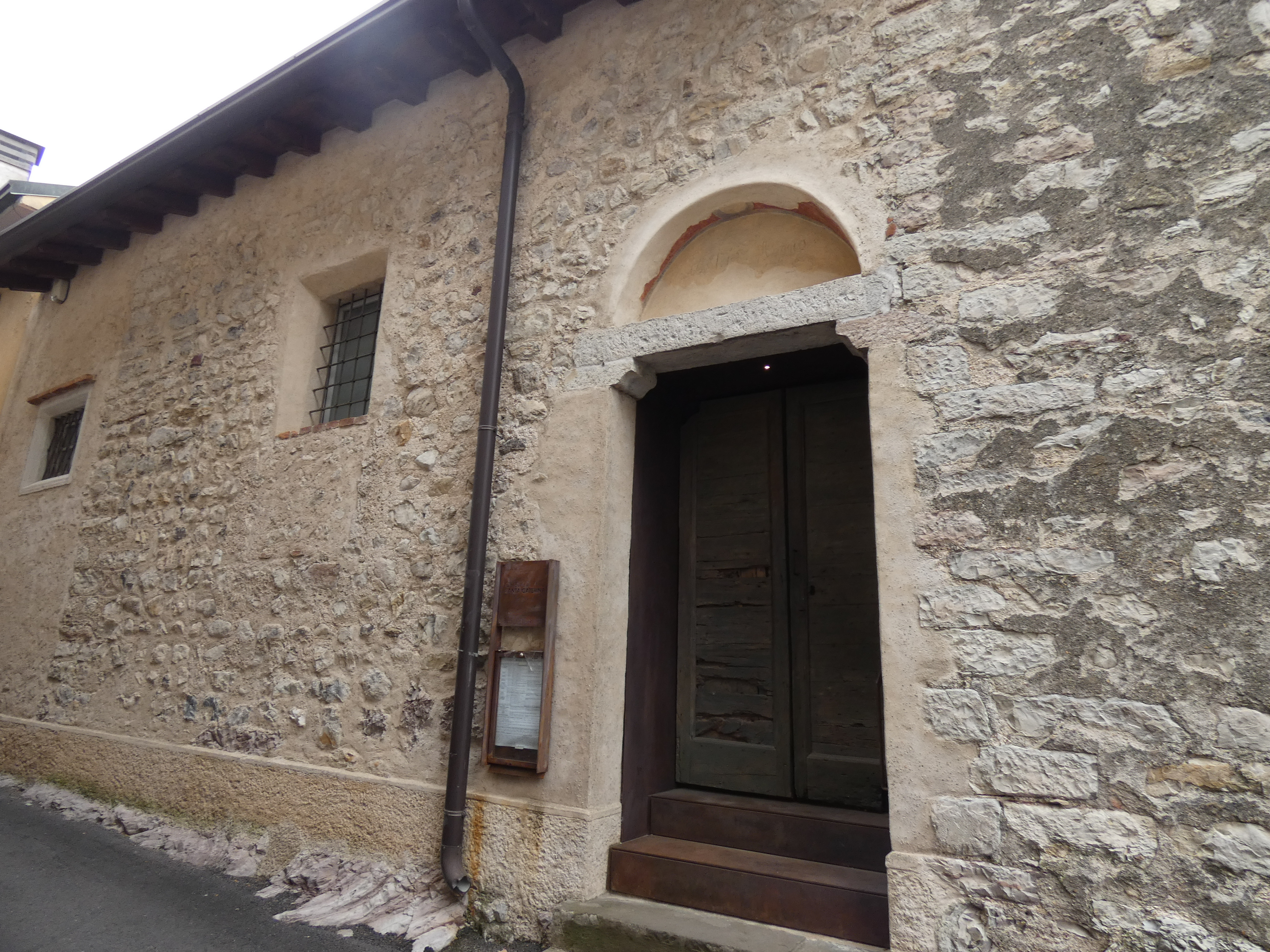
Esterno chiesa Santa Caterina di Tremozia

La chiesa, fatta costruire nel 1514 da Caterina “de gavazenis” e Cristina “de manglijs” a servizio del monastero omonimo da loro precedentemente fondato, conserva la sua struttura originaria e anche alcuni affreschi del XVI secolo che rappresentano in sei scene gli episodi della vita di Santa Caterina d’Alessandria.

#### Chiesa di Santa Maria ad Nives
La chiesa la cui costruzione risale al XV secolo è posta lontano dall'abitato in prossimità di un bosco ceduo.

#### Chiesa di Santa Maria Nascente
La chiesa si trova nella località detta Barlino, la sua costruzione risale al XVI secolo su un'edicola preesistente, e conserva un'opera datata 1558, a conferma della sua edificazione.

#### Chiesa di San Giuseppe
La chiesa edificata nel Settecento si trova in località detta Canovae risulta fosse stata edificata nel 1712.

#### Chiesa di San Rocco
La chiesa edificata nel Cinquecento si trova nella località Albenza venne citata già nella visita pastorale di san Carlo Borromeo del 1575.

## Società

### Evoluzione demografica
Abitanti censiti

## Cultura
Gli enti e associazioni facenti parte del comune sono il Museo del Falegname Tino Sana, Orchestra MusicAlmenno, Asc Imagna Villa, Polisportiva Almenno San Bartolomeo, Fondazione Lemine, Avis Almenno San Bartolomeo.

### Campo scuola "Giovani Alpini"
Dal 2011 il gruppo alpini di Almenno San Bartolomeo organizza un campo scuola estivo per ragazzi in cui vengono svolte in modo didattico delle attività riguardanti la Protezione civile, l'avvicinamento alla montagna e la promozione di valori che oggigiorno si stanno perdendo. Il Campo cresce ad ogni edizione: nel 2019 sono stati oltre 500 i ragazzi che vi hanno preso parte, e circa 100 volontari hanno contribuito al suo sviluppo.
Il campo occupa un suggestivo terreno di 8000 m² affacciato sul fiume Brembo e immerso nel verde, sorvegliato 24 ore su 24 da volontari alpini. All'inizio del mese di giugno iniziano i lavori di allestimento, quali montaggio delle tende per allievi, istruttori e volontari e container funzionali come la cucina o i servizi. È disponibile inoltre un generatore in grado di fornire corrente elettrica alle cucine, ai servizi ed all'organizzato ospedale da campo che garantisce servizio infermieristico a ogni ora.

### Museo del falegname
Il museo del falegname è una struttura museale voluta da Costantino Sana nel 1987.
Costantino Sana, conosciuto semplicemente come Tino, è stato un importante imprenditore di Almenno San Bartolomeo, artigiano del legno che aveva creato, con la sua impresa, lavori di arredamento per grandi compagnie navali. Per portare alla conoscenza popolare il lavoro della sua falegnameria, nel 1987 fondò il “museo del falegname”. Il percorso museale, si sviluppa su tre livelli, permette al visitatore di avere una visione di opere, alcune semplici, come la baracca dei burattini, altre più complesse, come le carrozze. Gli spazi ospitano anche l'auto realizzata nel 1924 e l'aereo, sempre ligneo, appartenuto al noto aviatore e politico bergamasco Antonio Locatelli durante la prima guerra mondiale. Con i modelli è possibile visitare una esposizione di attrezzi e macchinati atti alla lavorazione del legno.

## Amministrazione

### Regno d'Italia (1860-1946)
| Periodo | Periodo | Primo cittadino         | Partito | Carica                  | Note |
| ------- | ------- | ----------------------- | ------- | ----------------------- | ---- |
| 1860    | 1866    | Achille dott. Rota      |         | Sindaco                 |      |
| 1866    | 1869    | Cristoforo Ginammi      |         | Sindaco                 |      |
| 1869    | 1889    | Luigi Gelmini           |         | Sindaco                 |      |
| 1890    | 1905    | Cesare Pozzi            |         | Sindaco                 |      |
| 1905    | 1907    | Giuseppe Rota           |         | Sindaco                 |      |
| 1907    | 1914    | Achille Rota            |         | Sindaco                 |      |
| 1914    | 1920    | Giuseppe Luigi Malliani |         | Sindaco                 |      |
| 1920    | 1926    | Giacomo Locatelli       |         | Sindaco                 |      |
| 1926    | 1935    | Giacomo Locatelli       |         | Podestà                 |      |
| 1935    | 1941    | Giovanni Rota           |         | Podestà                 |      |
| 1941    | 1942    | Pasquale Adami          |         | Commissario prefettizio |      |
| 1942    | 1943    | Carlo Agazzi            |         | Commissario prefettizio |      |
| 1943    | 1944    | Angelo Cornali          |         | Commissario prefettizio |      |
| 1944    | 1944    | Pietro Valentini        |         | Commissario prefettizio |      |
| 1944    | 1945    | Egidio Bergonzi         |         | Commissario prefettizio |      |
| 1945    | 1945    | Giuseppe Rota Nodari    |         | Sindaco                 |      |
| 1945    | 1946    | Quinto Beltrame         |         | Sindaco                 |      |

### Repubblica Italiana (dal 1946)
| Periodo        | Periodo        | Primo cittadino       | Partito                                              | Carica  | Note   |
| -------------- | -------------- | --------------------- | ---------------------------------------------------- | ------- | ------ |
| 1946           | 1951           | Esvillo Tironi        |                                                      | Sindaco | [ 21 ] |
| 1951           | 1952           | Mario Locatelli       |                                                      | Sindaco | [ 21 ] |
| 1952           | 1959           | Luigi Rota            |                                                      | Sindaco | [ 21 ] |
| 1959           | 1970           | Stanislao Tironi      |                                                      | Sindaco | [ 21 ] |
| 1970           | 1975           | Bortolo Medolago      |                                                      | Sindaco | [ 21 ] |
| 1975           | 1985           | Battista Bonfanti     |                                                      | Sindaco | [ 21 ] |
| 1985           | 1990           | Gianluigi Fagiani     |                                                      | Sindaco | [ 21 ] |
| 1990           | 23 aprile 1995 | Vittorio Tironi       |                                                      | Sindaco | [ 21 ] |
| 23 aprile 1995 | 14 giugno 1999 | Giampietro Rotini     | lista civica di centro-destra                        | Sindaco | [ 21 ] |
| 15 giugno 1999 | 8 giugno 2009  | Gianantonio Tagliabue | lista civica "Progetto Solidale"                     | Sindaco | [ 21 ] |
| 9 giugno 2009  | 26 maggio 2019 | Gianbattista Brioschi | lista civica "Per una Cittadinanza Attiva Almennese" | Sindaco | [ 21 ] |
| 27 maggio 2019 | 9 giugno 2024  | Alessandro Frigeni    | lista civica "Per una Cittadinanza Attiva Almennese" | Sindaco | [ 21 ] |
| 9 giugno 2024  | in carica      | Alessandro Frigeni    | lista civica "Per una Cittadinanza Attiva Almennese" | Sindaco | [ 21 ] |

### Gemellaggi
- Hemmingen (Baden-Württemberg)

## Sport

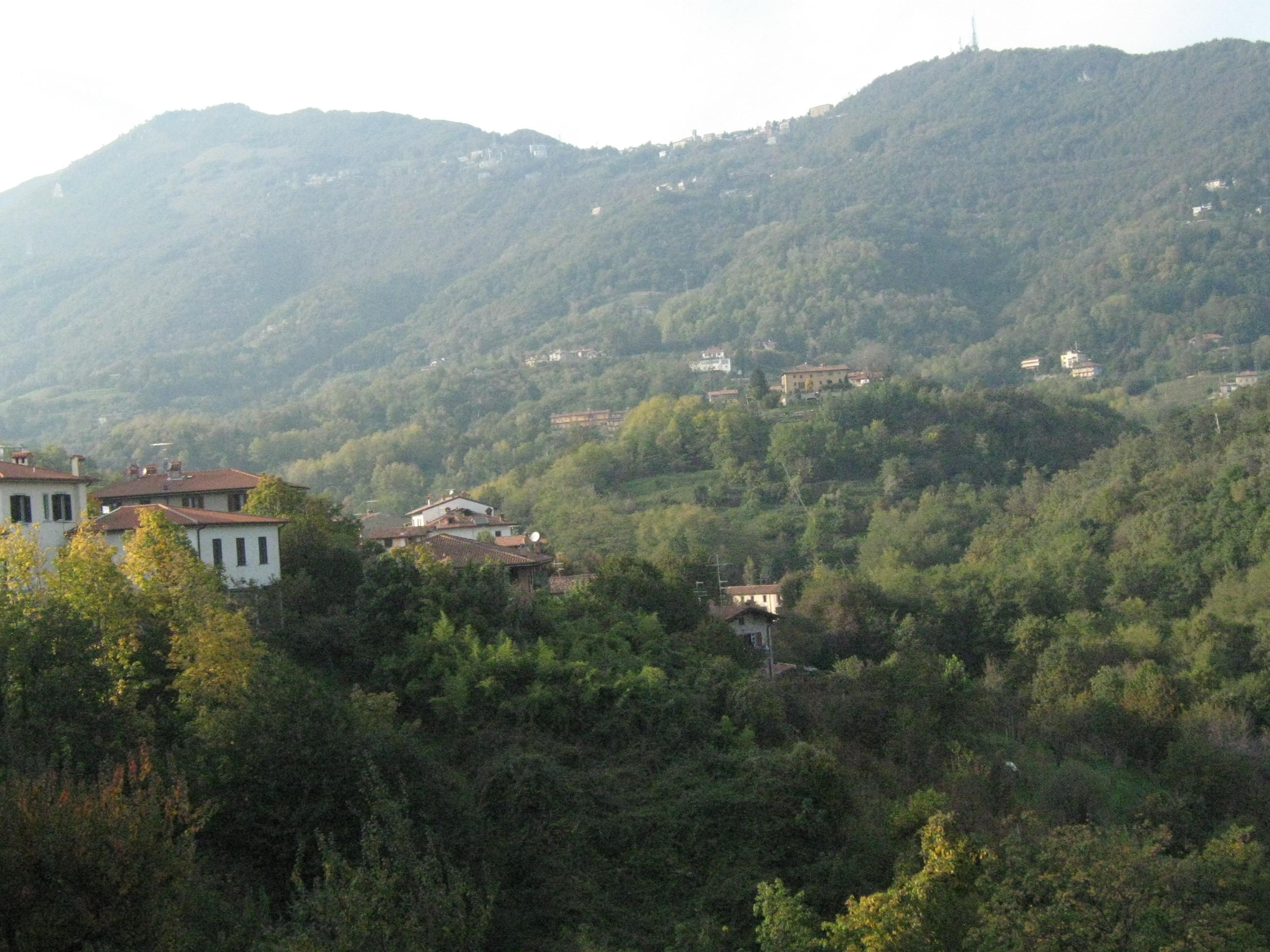
Vista delle colline attorno al paese

### Sentiero del golf
Nel territorio del Lemine, partendo da Almenno San Bartolomeo in località Canova, si sviluppa il Sentiero del Golf, un percorso ciclo-pedonale immerso nel verde e attrezzato con aree pic-nic che prosegue lungo il confine dei campi da golf del Golf Club Bergamo L’Albenza fino alla strada per Cà Morino che si imbocca in località “Querceto del Golf”.

### Ciclismo
Il territorio di Almenno offre molte possibilità agli amanti della bicicletta. 

In primis occorre citare la "Roncola", una salita molto frequentata nella bergamasca, contenuta quasi completamente in territorio almennese. Essa inizia da Barlino ed entro 6 km per 530 metri di dislivello raggiunge il sagrato della chiesa di San Bernardo in Roncola. I nove tornanti che costituiscono l'infrastruttura sono quasi sempre completi di protezione laterale a valle, hanno una pendenza media dell'8.5% ma presentano una parte più impegnativa proprio nei primi metri, a Barlino, dove si ha un tratto al 15%. Altre varianti del tratto iniziale di salita sono quella che giunge della strada panoramica delle contrade d'Albenza, quella delle cave di quarzo, che è la mulattiera sterrata che si congiunge alla salita principale di poche centinaia di metri, o ancora, quella del "Gabbione" che sale da Almenno San Salvatore.
La salita procede poi per Roncola Alta e Costa Valle Imagna, da cui si può decidere di scendere in Valle Imagna, tramite la "Bedulita" o la "Valsecca", oppure salire al passo di Valcava (1340 metri), o ancora al laghetto del Pertus.
Un altro tratto degno di nota ed ottimo per il ciclismo è la strada panoramica delle contrade d'Albenza: un percorso caratterizzato da salite e discese immerse nella natura e nelle antiche contrade della valle del torrente Tornago. La panoramica si sviluppa per 4,5 km collegando il piccolo centro di Capaler alla località Cà Dusnale di Palazzago, affrontando 110 metri di salita e 80 di discesa, per una pendenza massima del 22% in corrispondenza della tortuosa diramazione per Camutaglio.